# Pleme (serija)
Pleme je znanstveno-fantastična serija koju je napravio Raymond Thompson i njegova produkcijska kompanija Cloud 9. Serija je snimana u Novom Zelandu. Radnja je smještena u hipotetičkoj bliskoj budućnosti u kojoj su svi odrasli umrli zbog smrtonosnog virusa, a djeca su ostala sama da se brinu o sebi. Taj smrtonosni virus nije opasan za djecu do otprilike 17 godina. Da bi preživjela, djeca se organiziraju u plemena pomažući jedni drugima.
Serija je snimljena ponajviše za djecu i tinejdžere od 10 do 19 godina, ali ima fanove svih uzrasta. Napravljeno je 5 sezona Plemena. U svakoj sezoni ima 52 polusatne epizode, a sveukupno 260 polusatnih epizoda. Otkako je Pleme završilo 2003. godine, govori se o mogućoj 6. sezoni, ali se ona nikad neće napraviti. Cloud 9 je napravio omašak (spin-off),  The Tribe: A New Tomorrow.
Pleme se dosad prikazalo u preko 40 zemalja u svijetu i ima veliku bazu fanova. Te države su: Novi Zeland, Australija, Irska, Velika Britanija, Njemačka, Izrael, Francuska, Nizozemska, Norveška, Kanada, Finska, SAD, Španjolska, Srbija, Crna Gora, Hrvatska, Ukrajina, Danska, Makedonija, Estonija, Slovenija i Bosna i Hercegovina.

## Glumačka postava serije:
| Ime glumca/glumice     | Uloga u seriji     | Sezona u seriji   |
| Caleb Ross             | Lex                | 1 - 5             |
| Victoria Spence        | Salene             | 1 - 5             |
| Antonia Prebble        | Trudy              | 1 - 5             |
| Meryl Cassie           | Ebony              | 1 - 5             |
| Michael Wesley Smith   | Jack               | 1 - 5             |
| Beth Allen             | Amber              | 1; 3 - 5          |
| Dwayne Cameron         | Bray               | 1 - 3             |
| Ashwath Sundarasen     | Dal †              | 1 - 3             |
| Ari Boyland            | K.C.               | 1 - 3; gost - 5   |
| Daniel James           | Zoot †             | 1; gost - 2,3,4,5 |
| Amy Morrison           | Zandra †           | 1                 |
| Michelle Ang           | Tai San            | 1 - 4             |
| Ryan Runciman          | Ryan               | 1 - 3             |
| Sarah Major            | Patsy              | 1 - 3             |
| Zachary Best           | Paul               | 1                 |
| Jaimee Kaire - Gataulu | Cloe               | 1 - 4             |
| Georgia Taylor Woods   | Brady              | 1 - 5             |
| Damon Andrews          | The Guardian/Jaffa | 2 - 3; 5          |
| Ella Wilks             | Danni              | 2                 |
| Jennyfer Jewell        | Ellie              | 2 - 5             |
| Vanessa Stacey         | Alice              | 2 - 3; 5          |
| Laura Wilson           | May                | 2 - 5             |
| Nick Miller            | Pride †            | 3 - 5             |
| Jacob Tomuri           | Luke               | 3                 |
| Bevin Linkhorn         | Ned †              | 3                 |
| Amelia Reynolds        | Tally              | 3                 |
| James Ordish           | Andy               | 3                 |
| James Napier           | Jay                | 4 - 5             |
| Tom Hern               | Ram                | 4 - 5             |
| Dan Weekes Hannah      | Ved                | 4                 |
| Megan Alatini          | Java †             | 4 - 5             |
| Monique Cassie         | Siva †             | 4 - 5             |
| Kelly Stevenson        | Dee                | 4                 |
| Charlie Samau          | Charlie            | 4                 |
| Jacinta Wawatai        | Mouse              | 4 - 5             |
| Lucas Hayward          | Sammy              | 4 - 5             |
| Morgan Palmer Hubbard  | Patch              | 4                 |
| Calen Maiava - Paris   | Mega †             | 4 - 5             |
| Matt Robinson          | Slade              | 5                 |
| Fleur Saville          | Ruby               | 5                 |
| Vicky Rodewyk          | Gel                | 5                 |
| Joseph Crawford        | Darryl             | 5                 |
| Beth Chote             | Lottie             | 5                 |

## Nestali, mrtvi ili nešto treće?
| Lik          | Što se dogodilo |
| Bray         | odveli ga technosi u četvrtoj sezoni, u petoj sezoni KC govori Alice da je vidio Braya nedavno                                                                   |
| Dal          | umro u trećoj sezoni |
| KC           | odveli ga technosi u četvrtoj sezoni, pojavljuje se u petoj sezoni                                                                                               |
| Zoot         | umro u prvoj sezoni |
| Zandra       | umrla u prvoj sezoni |
| TaiSan       | odveli je technosi u četvrtoj sezoni, pojavljuje se na kraju sezone kao član technosa, ne zna se da li je živa ili mrtva                                         |
| Ryan         | odveden u trećoj sezoni nakon napada na Guardiana, smatra se da je živ                                                                                           |
| Patsy        | odvedena u trećoj sezoni nakon što je ulovljena kao špijun, iako se smatralo da je mrtva, glumica koja je igrala Patsy rekla je da njezin lik nikada nije ubijen |
| Paul         | misteriozno nestao u prvoj sezoni |
| Cloe         | Ram ju je dao odvesti nakon što je saznao da je u vezi s Vedom, ne zna se je li živa ili mrtva                                                                   |
| Guardian     | odveli ga technosi, pojavljuje se u petoj sezoni |
| Danni        | iako nikada nije potvrđeno, smatra se da su ju ubili "the Chosen" skupa sa svim vođama drugih plemena na kraju druge sezone                                      |
| Alice        | odveli je technosi, pojavljuje se u petoj sezoni |
| Pride        | umro u petoj sezoni |
| Luke         | u trećoj sezoni otišao je s "the Chosen" |
| Ned          | umro u trećoj sezoni |
| Tally & Andy | odvedeli ih Technosi |
| Ved          | odveden nakon što je Ramu postao prijetnja, ne zna se da li je živ ili mrtav                                                                                     |
| Java & Siva  | umrle u petoj sezoni |
| Dee & Patch  | otišli pronaći Patchovu braću na kraju četvrte sezone |
| Charlie      | nestao u četvrtoj sezoni |
| Mega         | umro u petoj sezoni |

## Vanjske poveznice
- Službena stranica serije
- Službena stranica u SAD-u